# Alois Kutschera
Alois Kutschera (* 5. Dezember 1859 oder 23. Mai 1859 in Pest; † 22. Oktober 1919 in Wien) war ein österreichischer Komponist von Wienerliedern und Textdichter.

## Leben
Alois Kutschera wurde am 5. Dezember 1859 in Budapest im Stadtteil Pest geboren. Er lebte und arbeitete in Wien und schrieb Märsche, Couplets und Lieder, vor allem aber Wienerlieder.
Zu seinen zahlreichen Werken, von denen einige im gesamten deutschen Sprachraum Verbreitung fanden, schrieb er zumeist Melodien und Texte selber. Viele davon sind sehr rührselig und sentimental. Sein wohl erfolgreichstes Lied wurde das 1898 geschriebene Rührstück Weißt Du, Muatterl, wos i tramt hob, das bis heute zum festen Repertoire von Wienerlied-Interpreten bis zu Peter Alexander zählt. Seine Melodie wurde aufgrund ihrer Popularität auch für zahlreiche Parodien bzw. Umdichtungen herangezogen.
In seinen – im Gegensatz zu den Liedern meist eher heiter gehaltenen – Couplets macht er sich z. B. über „närrische Soubretten“, aber auch über „zu emanzipierte“ Frauen wie Die Gelehrte oder Die Vielbereiste her. In diesen Texten erweist er sich ganz als Kind seiner Zeit. Seine Lieder besingen schöne Orte (Schönau, mein Paradies) und schöne Frauen (Du bist zu schön um treu zu sein), aber auch Die gute alte Ritterzeit. Einen Marsch widmete er im Gedenken an seine Vaterstadt den Budapester Gastwirten, einen anderen einem Jugendfreund.
Schon früh wurden seine Lieder auf Tonträgern, auf Edison-Cylindern und auf Wachszylindern aus den Jahren 1902/1912 zu hören:
Du bist zu schön um treu zu sein (Kutschera) sung by Johannes Bischoff. German Columbia Phonograph Co. cylinder record (#57050), recorded 1902. Dieser schwarze Wachszylinder war zwar beschädigt, konnte aber in vielen Stunden Arbeit wieder hergestellt werden.
Kutscheras Melodie Schönau, mein Paradies… wurde in Deutschland im Jahre 1912 mit dem Johann-Strauß-Orchester und Chorgesang auf Edison Gold Moulded cylinder record #16236 (2 min. Goldgusswalze) aufgenommen und den ersten Schallplatten, festgehalten und unter die Leute gebracht. Seine besten Verbreiter aber waren die Heurigen-Musikanten – zu den populärsten Liedern, die auch von den Wiener Heurigen-Musikern gerne gespielt wurden, zählen Mein Elend oder Verlorenes Glück, Waan net Muatterl, waan net (Text Richard von Ranna), Die unvergesslichen Augen sowie Vergiss das arme Mädchen nicht und Außer Rand und Band – und ihre „Natursänger“. Als „Natursänger“ werden Sänger bezeichnet, deren Stimme unverbildet, d. h. durch keine Ausbildung gegangen ist; sie waren schon zur Zeit der Brüder Schrammel beliebt.
Seine Kompositionen erschienen im Verlag Rózsavölgyi & Co. in Budapest und Leipzig, später auch bei Doblinger, Josef Blaha und Otto Maas in Wien.
Kutschera starb am 22. Oktober 1919 in Wien.

## Werke
Notentitel sind abgebildet bei musikantiquariat-bosze.eu :
- Weisst du, Muatterl, was i träumt hab’?: Lied ; op. 4 [= Band 2500 von Adolf Kunz’s musikalische Volksbibliothek]. Autor: Alois Kutschera. Länge 3 Seiten. Verlag Kunz, 1895
- In der Noth frisst der Teufl Fliegen, Original-Couplet von Alois Kutschera, Op. 8. Budapest und Leipzig, [1897], Rózsavölgyi. V N R. & Co.
- Du bist zu schön, um treu zu sein! Lied. Text und Musik von Alois Kutschera, Op. 14, Länge 3 Seiten. Verlag: Westermair, 1900
- Der Rabe und das Täubchen. Fabel in Liedform von W. Jürgens. Musik von Alois Kutschera. Op. 18. Für Gesang mit Clavierbegleitung. Budapest und Leipzig, [1898], Rózsavölgyi. V N R. & Co.
- Na Nu! Herr Professor Schenk. Couplet von Alois Kutschera. Op 20. Gesungen von Frl. Olga Barrison. Budapest und Leipzig, [1898], Rózsavölgyi. V N R. & Co.
- Nur immer elegant! Original-Couplet. Tex u. Musik von Alois Kutschera. Op. 21. Dem Fräulein Adele Moraw hochachtungsvoll gewidmet. Original-Lieder u. Couplets No. 29 – Budapest und Leipzig, [1899], Rózsavölgyi. V N R. & Co.
- Die Gelehrte! Couplet. Text und Musik von Alois Kutschera. Op. 28. – Budapest u. Leipzig, [um 1899], Rózsavölgyi. V N R. & Co.
- Die Vielbereiste! Lied. Text und Musik von Alois Kutschera. Op. 30. Dem reiselustigen Frl. Isabella Gindra freundlichst gewidmet. Original Lieder u. Couplets. No. 39 – Budapest u. Leipzig, [um 1899], Rózsavölgyi. V N R. & Co.
- Moderne Benennungen. Couplet für Gesang mit Clavierbegleitung von Alois Kutschera. Op. 33. Meinem lieben Collegen Herrn Karl Göttler gewidmet – Budapest u. Leipzig, [um 1899], Rózsavölgyi. V N R. & Co.
- Mit geschlossenem Visier! oder Die gute alte Ritterzeit. Couplet von Alois Kutschera. Op. 35. Meinem lieben Freunde und Collegen Alexander Trebitsch[13] gewidmet. Gesungen von Herrn Alexander Trebitsch in der Posse „Die Kunstlerche“ v. Alois Kutschera – Budapest u. Leipzig, [um 1899], Rózsavölgyi. V N R. & Co.
- Heut’ thät ich’s nimmer mehr! Couplet. Text und Musik von Alois Kutschera. Op. 36. Seiner wohlgeboren Herrn Rudolf Reinprecht gewidmet – Budapest u. Leipzig, [um 1899], Rózsavölgyi. V N R. & Co.
- Der Frauenkapitän. Marsch-Lied. Text und Musik von Alois Kutschera. Op. 38. Ihrer wohlgeboren Frl. Hedwig Leoni (Derosch) freundlichst gewidmet – Budapest u. Leipzig, [um 1899], Rózsavölgyi. V N R. & Co.
- Das wäre ein Malheur! Couplet. Text und Musik von Alois Kutschera. Op. 40. Aus dem Repertoire des Frl. Adi Capello – Budapest u. Leipzig, [um 1899], Rózsavölgyi. V N R. & Co.
- Die Blumenspenderin. Lied. Text u. Musik Alois Kutschera, Op. 43. Seiner Hochgeboren Herrn Baron Armin von Popper hochachtungsvoll gewidmet. kl. 8°, 1 Bogen (4 S.), ill. Ttl.bl. - Budapest, Rozsavöglyi & Co. kais. und kön. Hof-Musikalienhandlung, o. J.
- Servus Pepi! Marsch. Text und Musik von Alois Kutschera. Meinem Jugendfreunde Josef Juranek freundschaftlichst zugeeignet – Budapest u.Leipzig, [um 1899], Rózsavölgyi. V N R. & Co.
- Der liebe Cousin! Couplet. Text und Musik von Alois Kutschera. Op. 45. Aus dem Repertoire des Frl. Cäcilie d’Or – Budapest u. Leipzig, [um 1900], Rózsavölgyi. V N R. & Co.
- “Wie heilsam eine Badekur, da hat man keine Spur!” Couplet. Text u. Musik von Alois Kutschera. Op. 46. Meinem Freunde und Collegen Oskar Sachs gewidmet – Budapest u. Leipzig, [um 1900], Rózsavölgyi. V N R. & Co.
- Das Kabinet! Couplet. Text und Musik von Alois Kutschera. Op. 48. Aus dem Repertoire des Fräulein Adi Capello – Budapest u. Leipzig, [um 1900], Rózsavölgyi. V N R. & Co.
- Die närrische Soubrette. Couplet. Text und Musik von Alois Kutschera. Op. 49. Meiner reizenden närrischen Collegin Adele Moraw freundlichst gewidmet – Budapest u. Leipzig, [um 1900], Rózsavölgyi. V N R. & Co.
- Aber doch! Couplet von Alois Kutschera – Wien, [um 1898], Otto Maas.
- Durch die Blume. Couplet. Text und Musik von Alois Kutschera. Op. 56 – Wien, [um 1900], Doblinger.
- Mir ist ein Stein vom Herz’n gefallen. Couplet. Text u. Musik von Alois Kutschera. Op. 57 – Wien, [um 1900], Doblinger
- Ich war so sonderbar! Couplet. Text und Musik von Alois Kutschera. Op. 58 – Wien, [um 1900], Doblinger
- Is das net blöd? Couplet. Text und Musik von Alois Kutschera. Op. 60 – Wien, [um 1900], Doblinger
- Schönau, mein Paradies:  Lied ; Alois Kutschera Op. 62. Wien: Verlag B. Herzmansky 1902
- O gieb mir den Himmel! Lied von Alois Kutschera, Op. 64. F. Gesang & Klavier.
- Lieb und Lust (Budapester Gastwirts-Marsch) v. Alois Kutschera. Verlag D. Rahter Leipzig, 1936.
- Du bist das Märchen meines Lebens. Lied. Fräulein Betty Fischer freundlichst gewidmet. (L.7. V.) Text u. Musik Alois, Kutschera, Op. 200. Wien, Josef Blaha Volksliederverlag, o. J. (Leipzig, Lyra-Verlag, o. J.) kl. 8°, 1 Bogen (4 S.), ill. Ttl.bl.
- Wein’ nicht, Mutterl. Lied von Anton Kutschera, Text Richard von Ranna, für Piano und Gesang. Hamburg, J. Benjamin 1910

## Tondokumente
Der Musikkatalog der DNB verzeichnet 46 Einträge von Kutschera für Notenausgaben und 37 Tonaufnahmen.
Auswahl daraus :
- Da gibt’s kan Herrgott mehr / von Alois Kutschera. Gesungen von Operettensänger Rudolf Seibold.[15] Columbia 40 242 (40242-IE) Format : 18 cm
- Die Bestimmung: "Ach Freunde hört" : Lied / Alois Kutschera. Alois Resni[16], Wien, mit Orchester und Frauenchor unter Leitung von Kapellmeister Bruno Weyersberg. Parlophon P. 1882 (Matrizennummer 2-7665)
- Mein Ideal / Alois Kutschera. Stefan Putz-Plattner, Wien, mit Begleitung des Original-Lanner-Quartetts. Polydor 14 874 / B 42102 (Matrizennummer 2873 ar)
- Schönau, mein Paradies : Lied / Alois Kutschera. Flügelhorn-Virtuose Felix Silbers, Wien, mit Orchesterbegleitung. Homocord 11 485 (mx. 11 485)
- Weisst du Muatterl, was i träumt hab’ / von Alois Kutschera. Gesungen von Jaques [sic] Rotter, Tenor, Wien. Favorite Record 1-25277 (Matrizennummer 3951-o-)
- Weisst du Muatterl, was i träumt hab’ / von Alois Kutschera. Grinzinger Schrammel-Trio. Grammophon 21 839 / B 49 284 (mx. 836 bh IV)
- Weisst du Muatterl, was i träumt hab’ / von Alois Kutschera. Die Vier Richters, Gesangs-Guitarristen. Brillant-Spezial Nr. 399 (mx. 642)[17]